# Café Okerterrassen

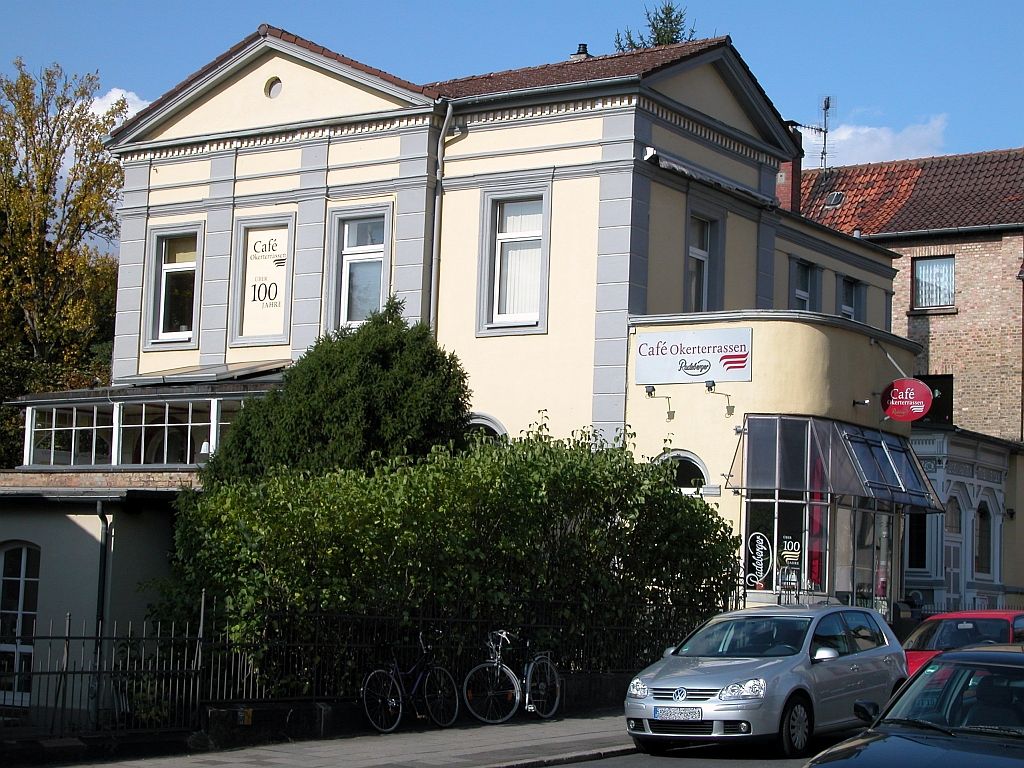
„Café Okerterrassen“ von der Parkstraße aus gesehen.

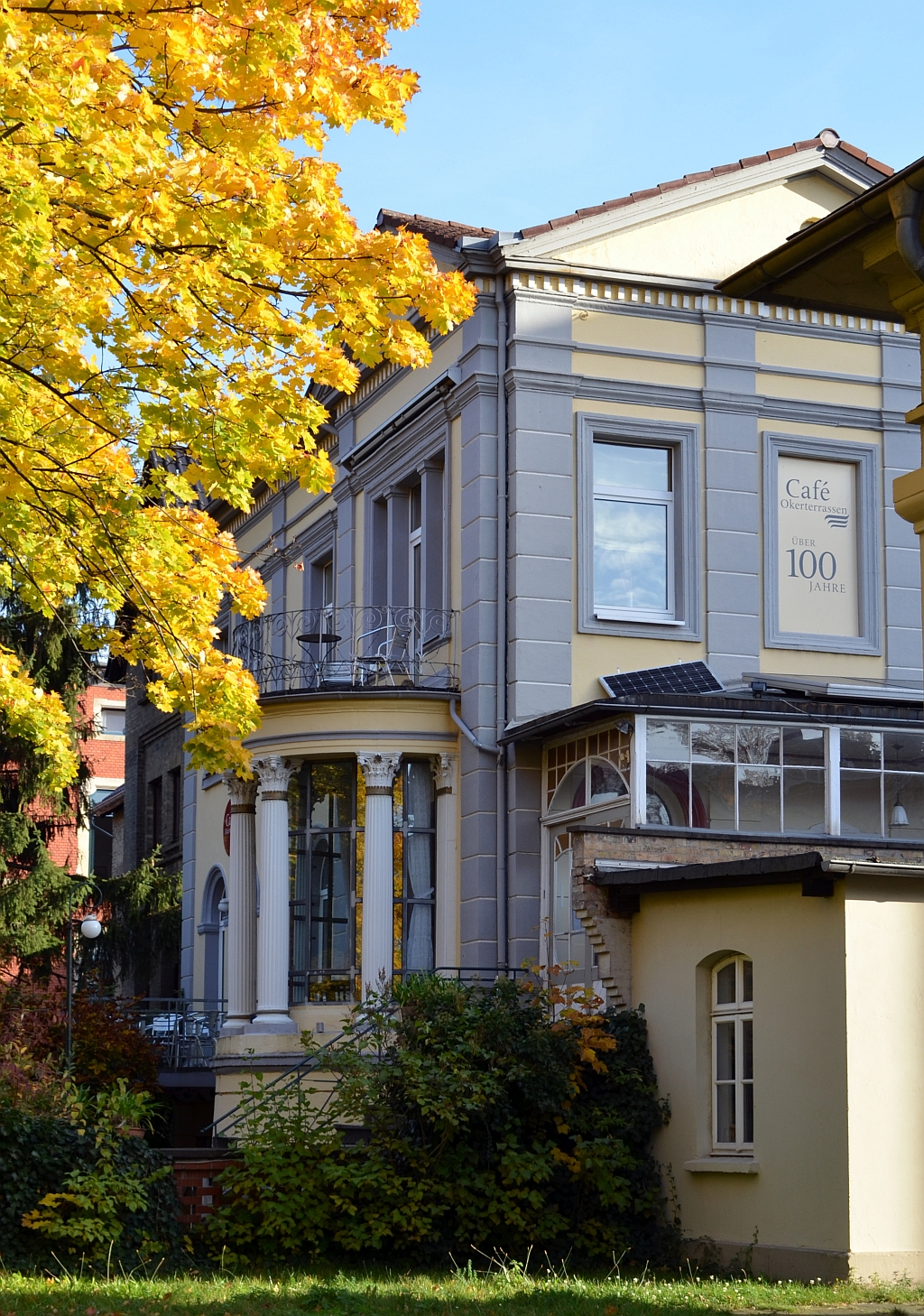
Ansicht mit Runderker von der Helmstedter Straße.

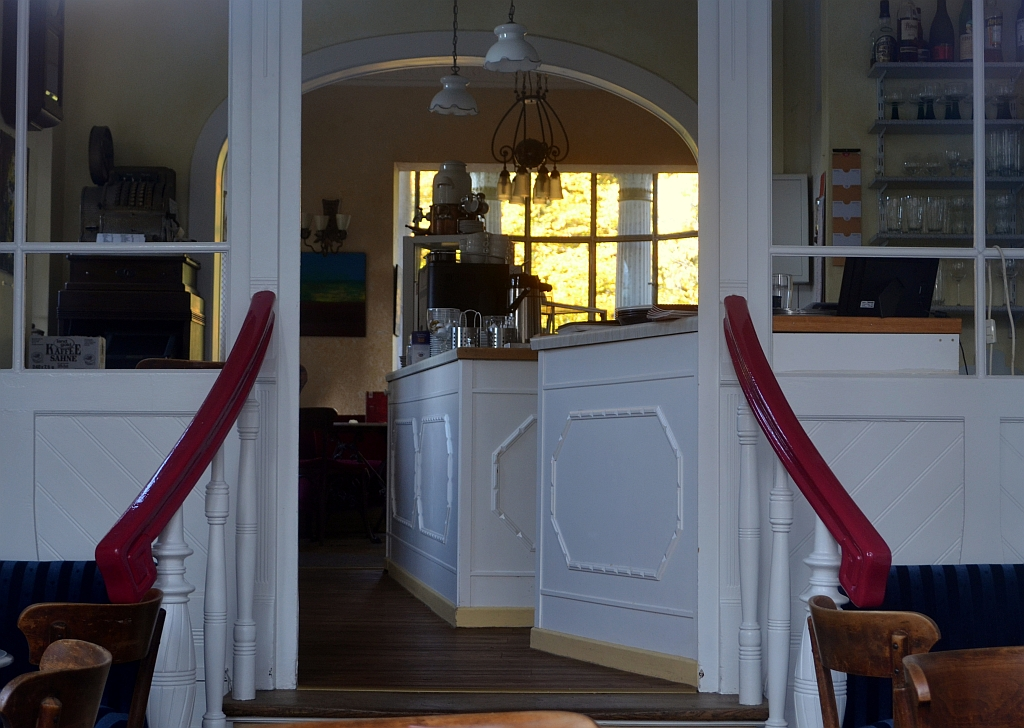
Innenaufnahme, Seite Parkstraße.

Das Café Okerterrassen, kurz meist nur Okerterrassen genannt, befindet sich in der Parkstraße 11 in Braunschweig. Es wurde 1906 eröffnet und war bis 2013 das älteste durchgehend betriebene Café der Stadt.

## Geschichte
Die Parkstraße wurde zwischen 1860 und 1870 angelegt. Die denkmalgeschützte Villa Parkstraße 11 entstand 1872 als Putzbau im Stil des Spätklassizismus für den Braunschweigischen Finanzrat Gravenhorst. Sie liegt auf einem Grundstück, das nach Westen hin terrassenartig steil zur Oker abfällt, und ist eines von nur zwei Gebäuden der Parkstraße, die den Zweiten Weltkrieg und die Nachkriegszeit in ihrer ursprünglichen architektonischen Form überstanden haben.
Das Gebäude hat auf der Okerseite drei Geschosse und einen aufwändig gestalteten Runderker mit korinthischen Säulen. Ursprünglich in L-Form von R. Bohse konzipiert, wurde das Haus bereits kurz nach seiner Fertigstellung auf der Ost- und Südseite durch eingeschossige Anbauten erweitert.
1906 eröffnete der aus Broitzem stammende Konditormeister Kummer ein „Wiener Café“ im Erdgeschoss und betrieb dieses bis 1931. 1932 übernahm Konditor Flehnke das Geschäft und nannte es „Café Okerterrassen“. Gäste konnten seither auf drei Terrassen sitzen, die zur Oker abfallen. Damit waren die „Okerterrassen“ das einzige Terrassen-Café der Stadt. 1938 folgte Familie Schönebaum, die das Café über drei Generationen bis 2013 betrieb. Nach einem Besitzerwechsel wird das Café nicht mehr weitergeführt. 

### Bekannte Gäste und Ereignisse
Zu den bekannten Gästen des Cafés zählen die Schauspieler Klaus Maria Brandauer, Hansjörg Felmy und Diether Krebs. 1978 wurde die Tatort-Folge „Alles umsonst“ mit Kommissar Nagel (Diether Krebs) sowie Horst Michael Neutze und Monica Bleibtreu in Braunschweig gedreht, einige Szenen spielten in den „Okerterrassen“.

## Städtebauliches Umfeld
Die Parkstraße liegt am westlichsten Ende des Östlichen Ringgebiets. Das Café-Grundstück grenzt im Süden direkt an das Museum für Photographie, ein am westlichen Ende der Helmstedter Straße gelegenes, aus dem 18. Jahrhundert stammendes, ehemaliges Torhaus der Stadt.
Direkt gegenüber dem Café liegt auf der westlichen Okerseite der nach dem Herzog Anton Ulrich-Museum benannte Museumpark.

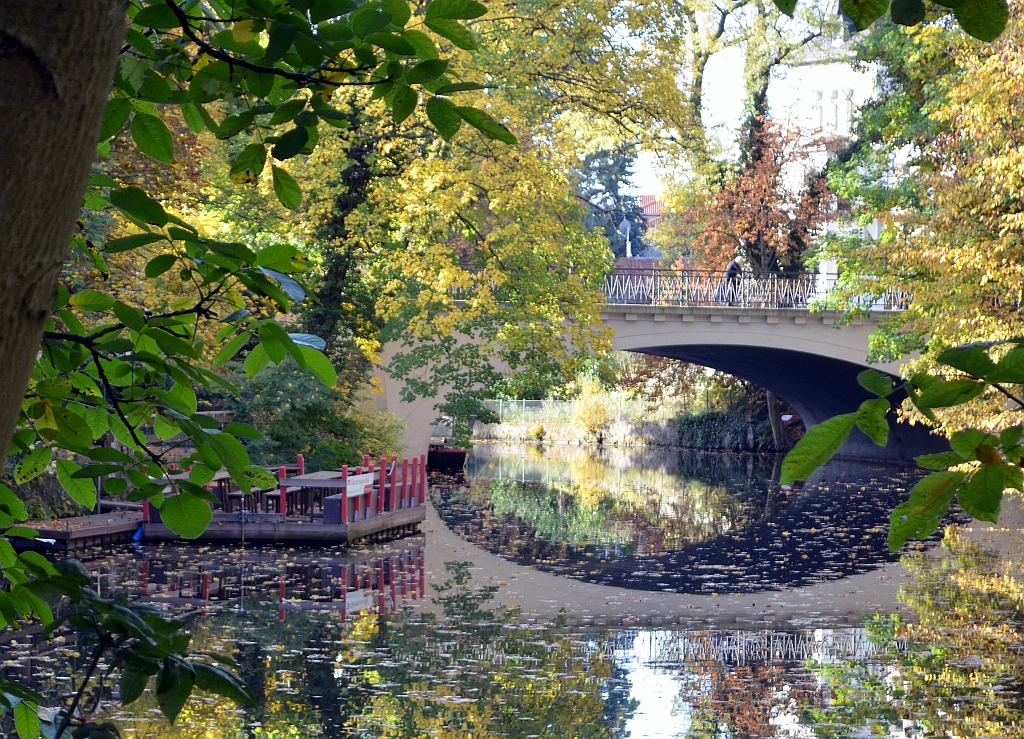
Bootsanleger (links) an der Oker. Im Hintergrund die Steinweg-Brücke.
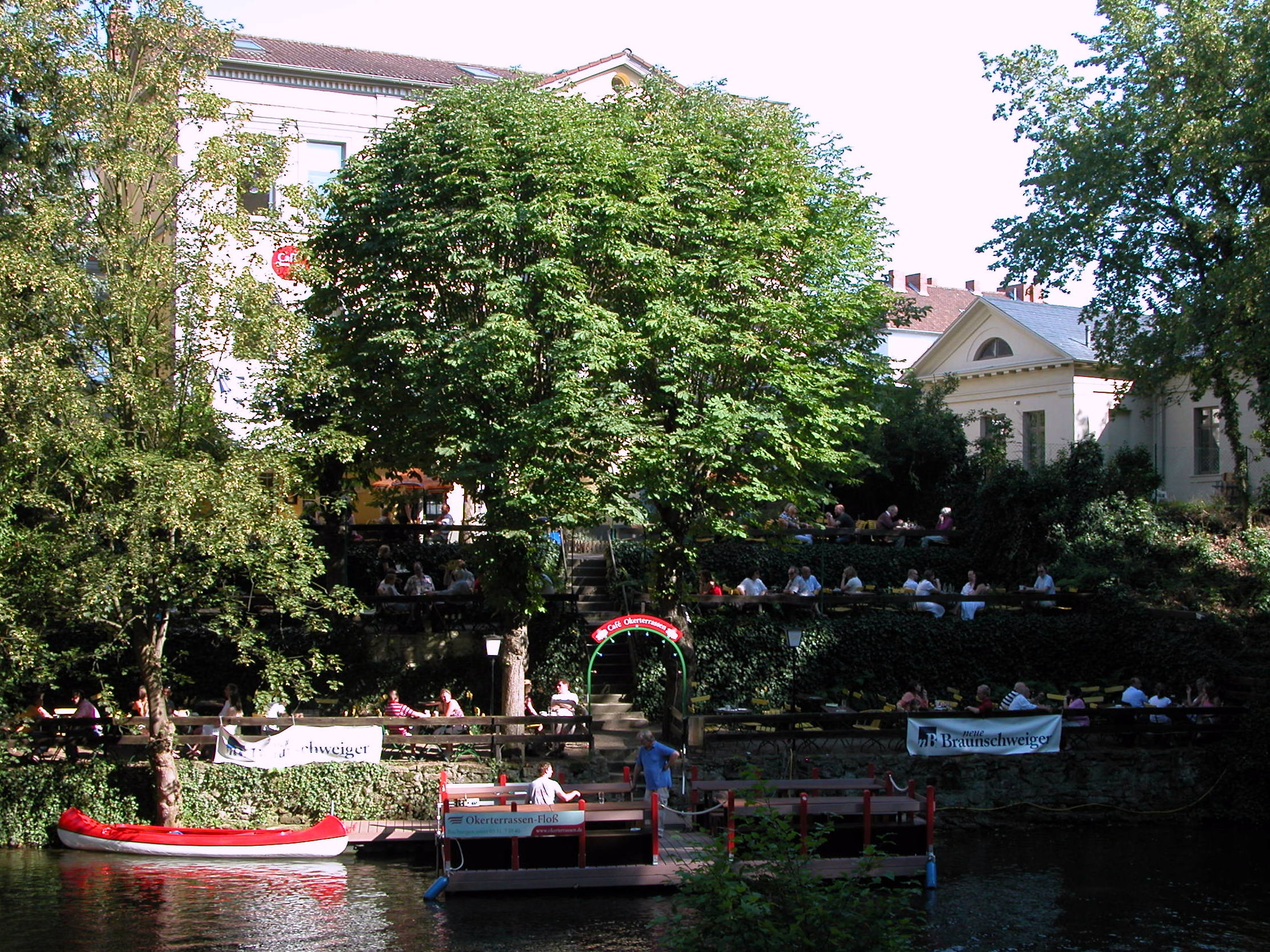
Die Terrassen.